# Keude Paya Bakong
Keude Paya Bakong is een bestuurslaag in het regentschap Aceh Utara van de provincie Atjeh, Indonesië. Keude Paya Bakong telt 651 inwoners (volkstelling 2010).